# Río Batchelor
El río Batchelor es un curso natural de agua que fluye en la península de Brunswick de la provincia de Magallanes de la Región de Magallanes con dirección general suroeste hasta desembocar en el estrecho de Magallanes , Chile.

## Ubicación y descripción
Es emisario del lago Caballero.

## Historia
Luis Risopatrón lo describe en su Diccionario Jeográfico de Chile de 1924:: 74 
Batchelor (Rio) 53° 30' 72° 10'. Nace en la laguna Caballero, corre hacia el SW i se vacia en el estremo NE de la rada de York, del paso Crooked, del estrecho de Magallanes; fué designado con aquel nombre por Narborough en 1670, por el de uno de sus buques, habiéndolo llamado Massacre, Beauchesne Gouin en 1699, por una matanza de indios que aquí se habia hecho. Pueden remontarlo los botes una buena distancia, con marea creciente, en la que se inunda el valle, aunque una cantidad de troncos de árboles obstruyen su curso; se reduce en la vaciante, a un cauce de unos pocos metros de ancho. 1, IX, p. 65; XXII. p. 289; i XXVI, p. 175; 4, p. 137; 12, p. 75 (1670); 16, carta de Anson (1740); 155, p. 70 i 858; Batchelor o Vacaro en 1, XI, p. 285; Barchelot en 4, plano de la rada Vacaro, de Córdoba (1788); del Bachiller en 3, I, p. 198 (Alcedo, 1786); Bachiller o del Gran Valle en 144 (1775); Batchelor o du Massacre en 23, I, p. 314 (Bougainville, 1767); i Massacre en 3, III, p. 112 (Alcedo, 1788).